# Augusto Rivalta

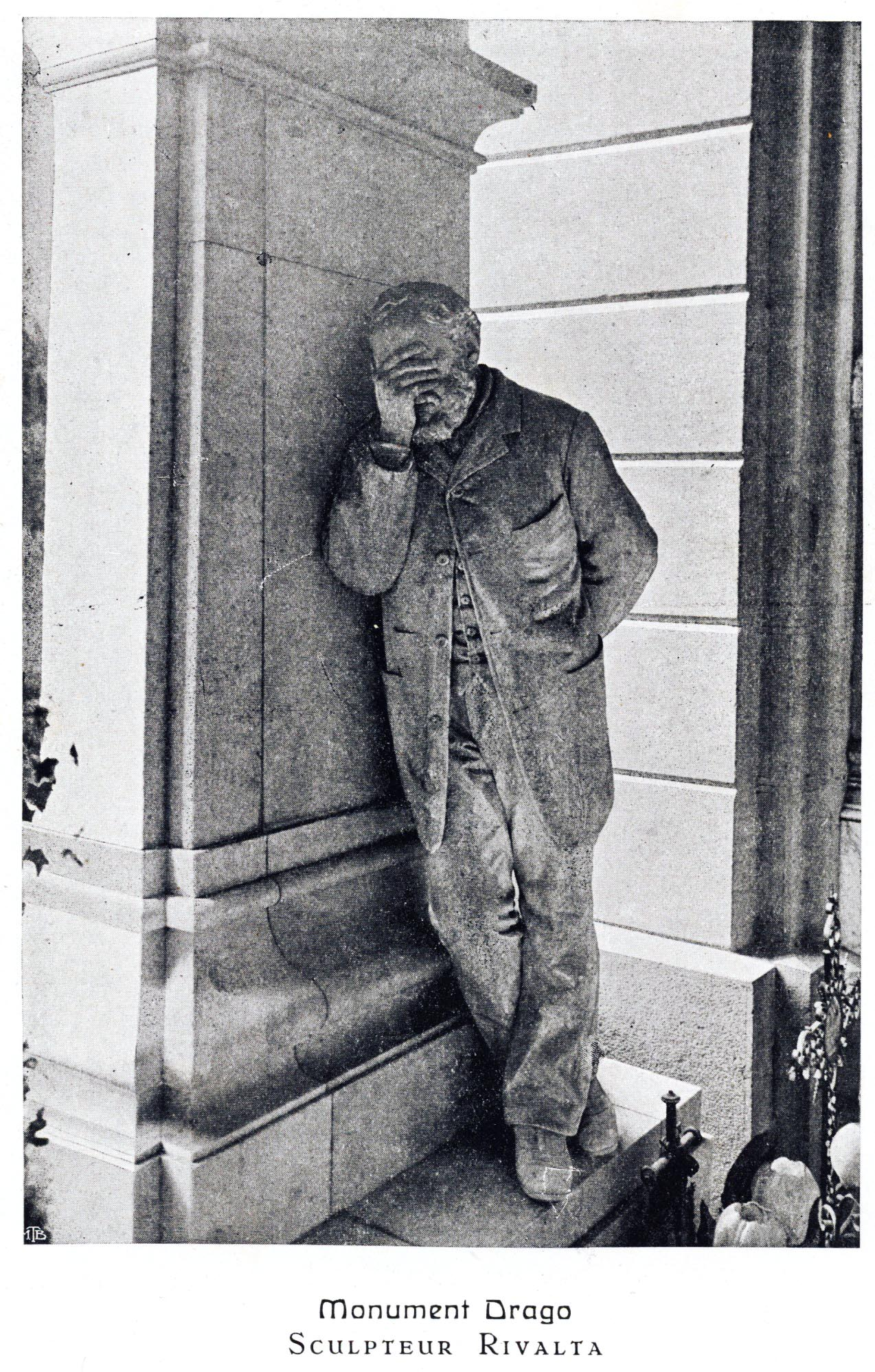
Monumento no túmulo de Giulio Cesare Drago, filantropo

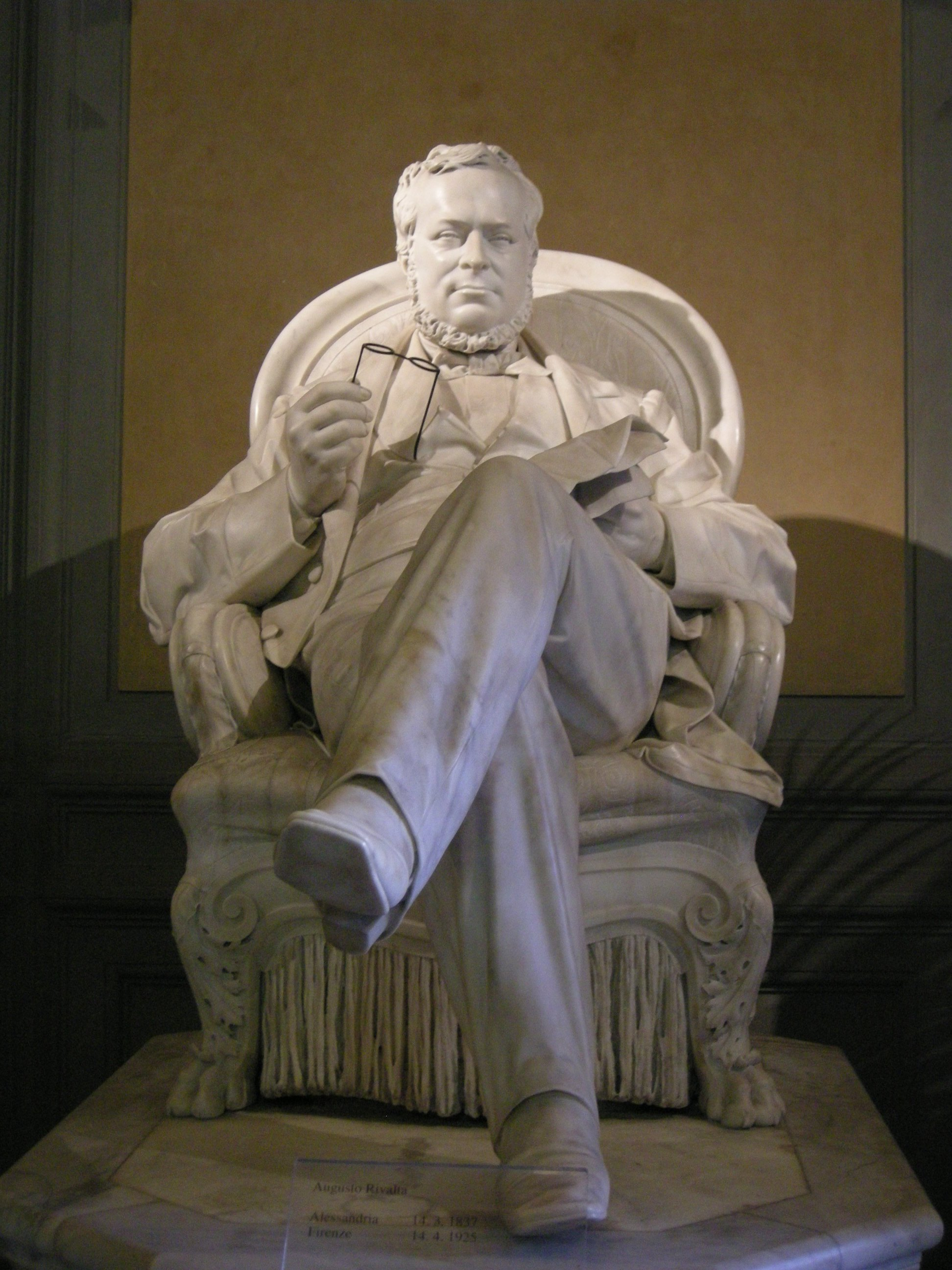
Estátua de camillo cavour

Augusto Rivalta (Alessandria, 14 de março de 1837 - Florença, 14 de abril de 1925) foi um escultor italiano.

## Biografia
Rivalta nasceu em Alessandria, Itália, de pais genoveses. Em 1859 mudou-se para Florença, mas logo se envolveu nos eventos patrióticos, foi voluntário para a polícia genovesa, e participou das campanhas militares, sendo ferido durante o conflito.
Ele retornou a Florença, onde estudou com Aristodemo Costoli, e se juntou ao estúdio de Giovanni Dupré. Entre seus primeiros desenhos, está o do monumento a Cavour, em Turim. Enquanto o júri escolheu o projeto de Rivalta, a obra foi dada à Dupré, mais experiente. A estátua de Rivalta foi colocada no pátio do Banca Nazionale em Florença.
Porque ele participou do Risorgimento Rivalta foi capaz de obter comissões para memoriais de muitos de seus líderes, incluindo Garibaldi, Cavour, Ricasoli e Victor Emmanuel II. Ele também foi autor de sete ou oito memoriais no cemitério de Staglieno, em Gênova, onde ajudou a liderar o movimento do realismo italiano com memoriais como os de Carlo Raggio (1872), Pietro Ghigliani (1876), Giulio Cesare Drago (1884) e da Família Pallavicino (1892). Ele também completou o Monumento a Madama Trachil no cemitério de Nizza Monferrato.
Entre seus outros trabalhos estão o giocatore di trottola; o grupo de mármore de Un bambino che scherza con una capra; e um Zouave ferido, ministrado no campo por uma irmã da caridade, enquanto um bersagliere se lança com sua baioneta em direção ao inimigo (1861). Ele completou um Giovan Battista Niccolini uma vez encontrado no Museu Capodimonte. Ele esculpiu um dos baixos-relevos na base do Monumento a Cavour, em Turim, exibindo o cortejo fúnebre transportando o corpo para o cemitério. Ele completou o monumento ao lutador de Garibaldi, Savi. Ele completou uma série de bustos e estátuas equestres de Vittorio Emanuele II para Livorno.
Em 1870, ele se tornou professor de escultura na Academia Florentina onde entre seus alunos estavam Pompeo Coppini e Theodora Cowan.